# 西山寺 (牧之原市)
西山寺（さいさんじ）は、静岡県牧之原市にある高野山真言宗の寺院。

## 歴史
825年（天長2年）、弘法大師空海によって開山された。その後、白河天皇の勅願寺になるなど、大いに寺運興隆した。一時は十二坊もの塔頭を擁していた。しかし今川氏滅亡の戦乱に遭い寺運衰微してしまった。
その後、十二坊のうちの「玉泉坊」を「西山寺」本寺とし、旧地蔵坊にあった薬師如来を本尊とする寺として再出発することになった。1712年（正徳2年）に現在地に移転した。
本尊の薬師如来は、静岡県の文化財に指定されている。空海作と伝えられているが、実際は平安時代後期の作である。

## 文化財
- 木造薬師如来坐像（静岡県指定有形文化財 昭和31年1月7日指定）[4]
- 西山寺本堂（静岡県指定有形文化財 昭和42年10月11日指定）[5]

## 交通アクセス
- 菅山ICより車3分。